# KZ-Häftlingskleidung

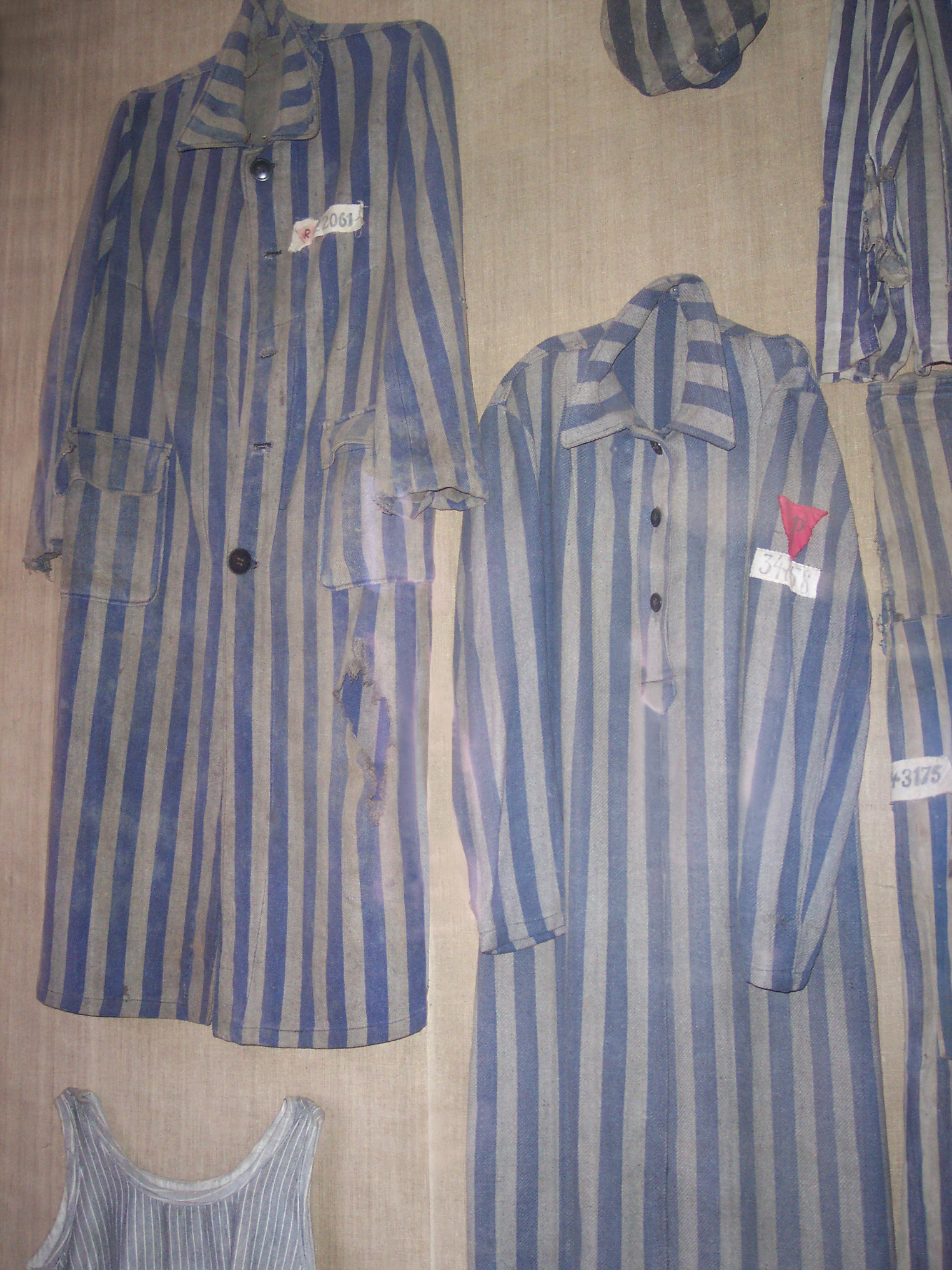
Blau-grau gestreifte Häftlingsmäntel für weibliche Inhaftierte aus dem
KZ Auschwitz I (Stammlager)

Die gestreifte KZ-Häftlingskleidung (Lagerjargon: Zebra-Kleidung) wurde durch die Inspektion der Konzentrationslager unter Theodor Eicke ab 1938 bis 1939 als Einheitsbekleidung für die Häftlinge in nationalsozialistischen Konzentrationslagern eingeführt, nach Angaben von Zeitzeugen vermutlich beginnend mit dem KZ Dachau. Zuvor war die Kleidung der Insassen uneinheitlich und zumeist unifarben, ab 1937 waren jedoch bereits einheitliche Markierungen für unterschiedliche Häftlingskategorien eingeführt worden. Bei männlichen Insassen gehörten Holzschuhe mit Socken zur Häftlingskleidung, während weibliche Inhaftierte üblicherweise barfuß gehen mussten, wenn sie keine Vorrechte hatten. Mit besonderen Privilegien ausgestattete Funktionshäftlinge beider Geschlechter trugen zur Unterscheidung von untergebenen Insassen sichtbar bessere Ausführungen, wobei weibliche Kapos zudem stets Schuhe trugen, um sie äußerlich klar herauszuheben.

## Gestaltung

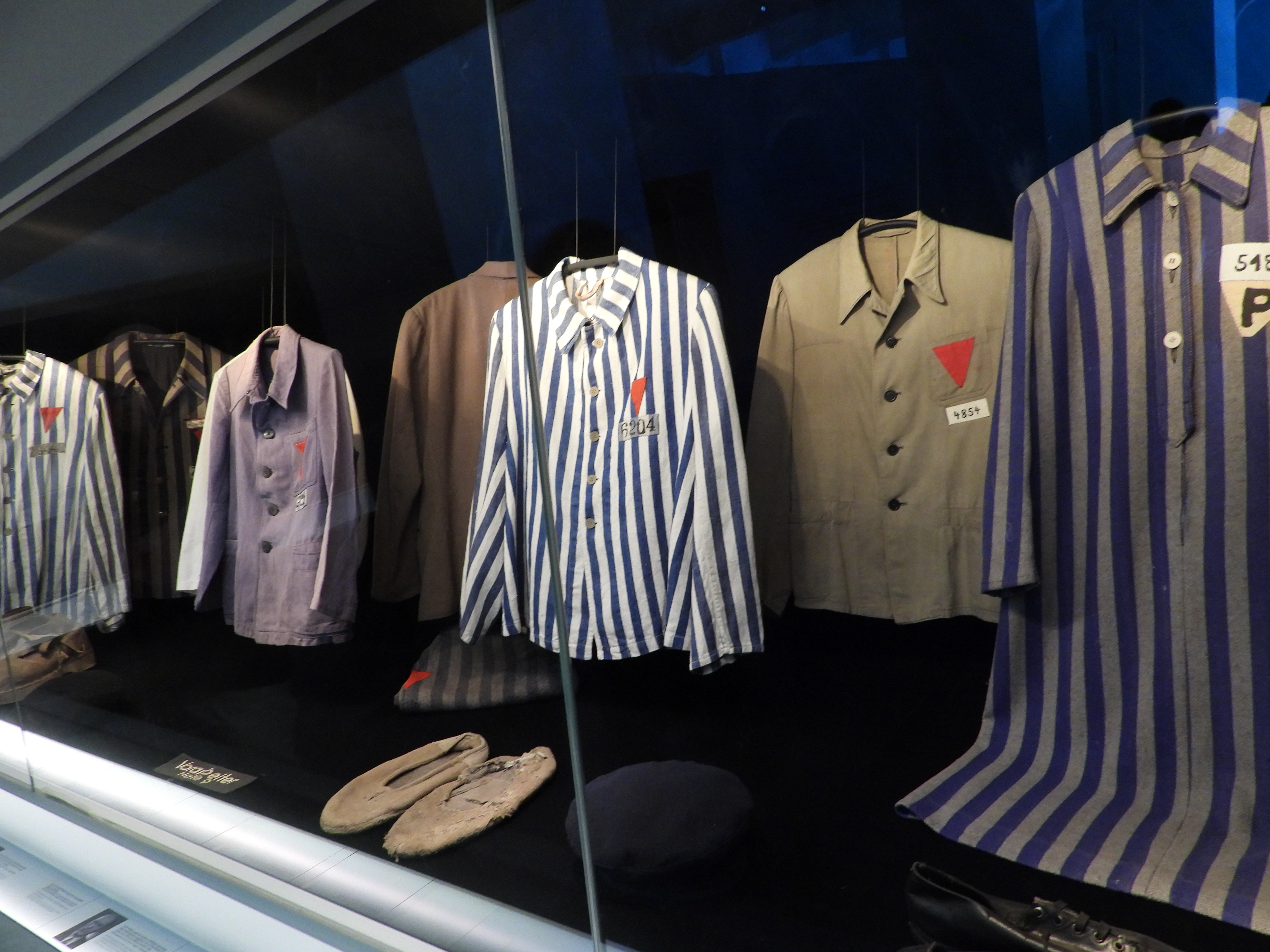
Häftlingskleidung, KZ Buchenwald

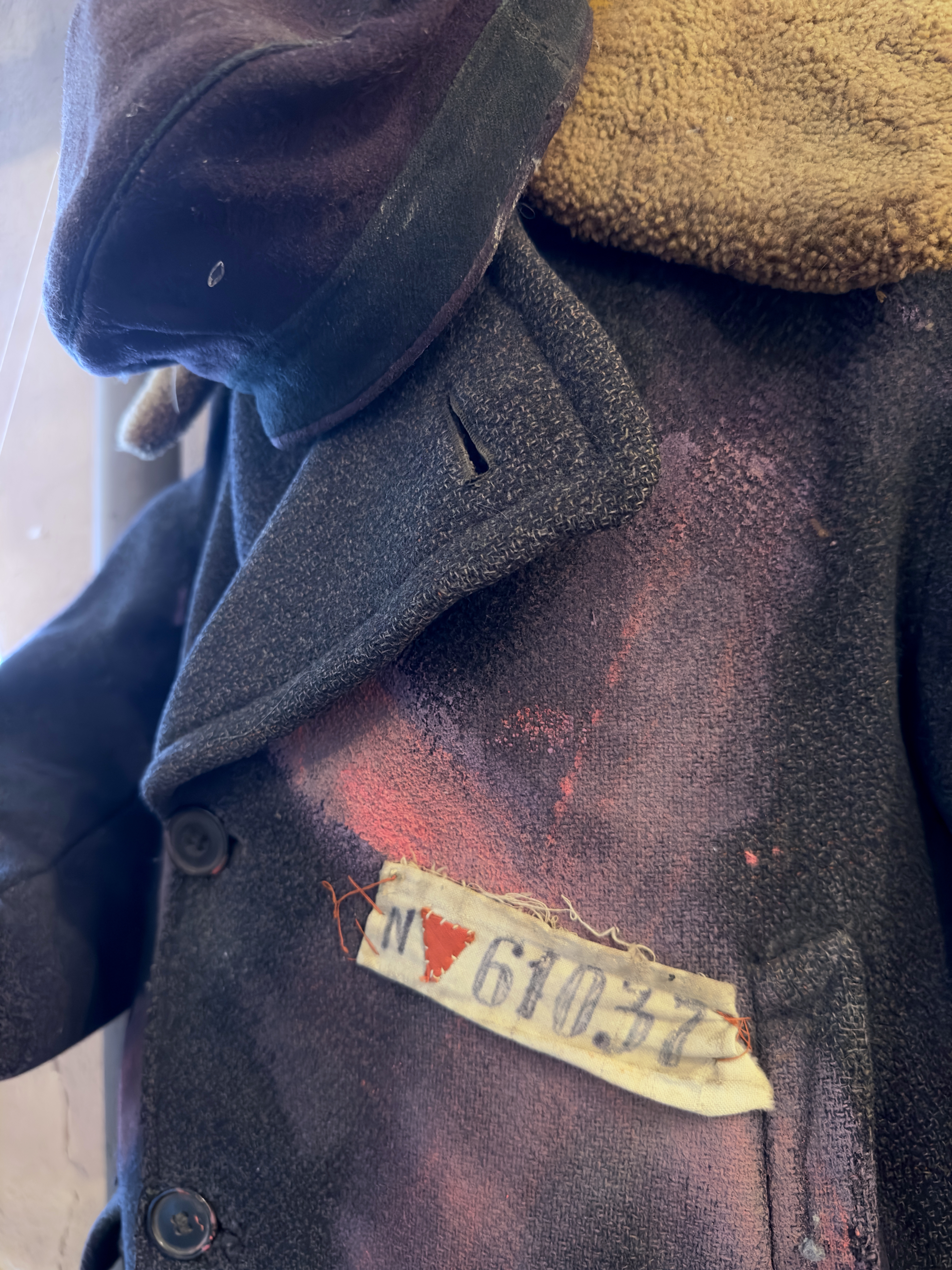
Jacke eines norwegischen politischen Schutzhäftlings, KZ Sachsenhausen

Bei der Gestaltung der Häftlingskleidung wurde sich bewusst des zeitgenössischen Erscheinungsbildes eines verurteilten Verbrechers bedient, der sich als gestreift gekleideter Sträfling in Gefangenschaft befindet. Dieses bereits seit dem 18. Jahrhundert existierende Gestaltungsmerkmal speziell für Gefangenenkleidung war im allgemeinen Bildgedächtnis der 1930er Jahre fest verankert und ließ sich auf diese Weise zielgerichtet zur Stigmatisierung der KZ-Häftlinge verwenden, wodurch bewusst ein augenfälliger Kontrast zu freien Bürgern aufgebaut wurde. Dabei wurde sich gezielt der zuvor getroffenen Feststellung bedient, dass gerade Streifenkleidung von Gefangenen als besonders entwürdigend empfunden wird. Mit dem Tragen von symbolisch vorbelasteter Gefangenenkleidung wurden die Lagerhäftlinge somit bereits äußerlich von der bürgerlichen Bevölkerung in diffamierender Weise abgesondert.
Die Häftlingskleidung sollte insgesamt den Zweck erfüllen, die Insassen der Konzentrationslager äußerlich als Sträflinge zu kennzeichnen, gleichsam als Verbrecher („Volksfeinde“) zu stigmatisieren und zudem das Entkommen aus der Gefangenschaft weitestgehend zu erschweren. Daher war der verwendete Stoff teilweise auch auf der Innenseite mit Streifen bedruckt, so dass im Fall einer Flucht aus dem Lager auch ein Wenden der Kleidung keine Möglichkeit der Tarnung versprach und ein unerkanntes Vermischen mit der Zivilbevölkerung verhindert wurde. Die bei Einlieferung getragene Zivilkleidung wurde den Gefangenen während der Aufnahmeprozedur einschließlich sämtlicher Unterbekleidung, Schuhen und Strümpfen vollständig abgenommen und eingezogen. Eine spätere Rückgabe beschlagnahmter Kleidung, wie im regulären Strafvollzug üblich, war in den Konzentrationslagern nicht vorgesehen. Sämtliche eingezogenen Gegenstände wurden meist unmittelbar der weiteren Verwertung zugeführt oder auch von den SS-Aufsehern für sich behalten. Für das Leben im Lager verblieb den Gefangenen somit nur die ausgegebene Häftlingskleidung, die von vornherein jegliche Individualität beseitigte und von einem bürgerlichen Erscheinungsbild deutlich sichtbar abgesetzt war.
Das bei der Einkleidung an männliche Häftlinge ausgegebene Schuhwerk war ähnlich der Oberbekleidung gesellschaftlich unüblich und unterschied sich sichtbar von der zeitgenössischen bürgerlichen Beschuhung. Zudem war dies regelmäßig so gestaltet, dass ein schnelles Fortbewegen erschwert wurde (z. B. Holzschuhe, sog. „Pantinen“). Erschwerend mussten inhaftierte Frauen nach der herrschenden Kleiderordnung von vornherein barfuß bleiben und waren vom Erhalt jeglicher Fußbekleidung ausgeschlossen. Bei den weiblichen Häftlingen sollte hiermit eine Wahrnehmung von Hilf- und Schutzlosigkeit hervorgerufen werden, um sie auf diese Weise einzuschüchtern und zu demoralisieren. Auch mittels des ungewohnten und daher besonders auffälligen Erscheinungsbilds nackter Füße sollten sich die Insassinnen in der Folge klar ersichtlich von der freien Zivilbevölkerung abgrenzen.
Durch die zwangsweise entblößten Füße wurden für die inhaftierten Frauen nicht nur etwaige Fluchtvorhaben, sondern regelmäßig bereits alltägliche Situationen im Lager gezielt erschwert. Besonders gravierend war dies während des oft stundenlangen Antretens bei Zählappellen, beim Exerzieren („Frühsport“ bzw. „Strafsport“) oder auch während der zu leistenden Zwangsarbeit insbesondere bei winterlicher Kälte. In der gesamten Erscheinung wurde hiermit die äußerliche Distanz zwischen Häftlingen und SS-Aufseherinnen weiter ausgebaut und das bestehende Hierarchiegefüge betont. Das Vorenthalten von funktionellen Kleidungsstücken, die üblicherweise zum Schutz vor widrigen Umwelteinflüssen getragen wurden, wirkte so auf zweierlei Weise. Auf der einen Seite versah dies die Betroffenen mit einem äußerlichen Stigma, auf der anderen Seite wurden sie auch durch das Verspüren von weitgehend unüblichem und teils erheblichem körperlichem Unbehagen von der normal gekleideten Zivilbevölkerung außerhalb der Lager ausgegrenzt.
Abhängig von der Jahreszeit gab es jeweils zwei vom Material her unterschiedliche Ausführungen der Häftlingskleidung. Während der Sommerzeit musste blau-weiß gestreifte Häftlingskleidung aus dünnem Halbleinen getragen werden, zur Winterzeit wurde eine blau-grau gestreifte Version aus dickerer Zellwolle ausgegeben, die von den Insassen oft jedoch nicht getragen werden durfte.
Für weibliche Häftlinge gab es dabei jeweils von der männlichen Bekleidung sichtbar zu unterscheidende Ausführungen. Allerdings wurde oft nur unvollständige, unpassende oder zerschlissene Häftlingskleidung ausgegeben, die weder vor Kälte noch vor Nässe hinreichend schützte. Die Frauenbekleidung musste von nicht privilegierten Insassinnen grundsätzlich mit bloßen Füßen getragen werden. Nicht zuletzt durch die erzwungene Barfüßigkeit waren sie von privilegierten Insassinnen, üblicherweise Funktionshäftlingen wie z. B. weiblichen Kapos, innerhalb der Lager bereits auf den ersten Blick eindeutig unterscheidbar, da diese stets mit gepflegter Kleidung nebst festem Schuhwerk ausgestattet waren.
Auch von den Insassinnen konnten beschuhte Häftlinge damit sofort als übergeordnet ausgemacht werden. Neben anderen äußerlichen Kennzeichnungen, die oft erst aus der Nähe hinreichend erkennbar waren, stellte festes Schuhwerk ein weithin sichtbares und unverwechselbares Erkennungsmerkmal insbesondere für die mit besonderen Befugnissen ausgestatteten Kapos dar, welches als Zeichen der Autorität dabei auch eine einschüchternde Wirkung auf die ihnen untergebenen Häftlinge hatte. Für die weiblichen Inhaftierten galt der strenge Barfußzwang daher als fester Bestandteil der einheitlichen Gefangenenkleidung in den Frauenlagern. Dieser wurde von den SS-Aufseherinnen gewaltsam durchgesetzt und Zuwiderhandlungen mit einem hohen Maß an Brutalität entgegengewirkt. Bei Versuchen, sich notdürftigen Schutz vor besonders widrigen Witterungs- und Umgebungsbedingungen aus Materialabfällen (z. B. Pappstücken oder Stofflumpen) zu erschaffen, wurden die Frauen üblicherweise mittels heftiger Schläge bestraft.
Mit diesem klar untereinander abgegrenzten Erscheinungsbild waren die Häftlinge in der grundsätzlichen Lagerhierarchie leicht unterscheidbar und konnten mittels zusätzlicher Markierungen eindeutig weiter kategorisiert und identifiziert werden.

## Herstellung

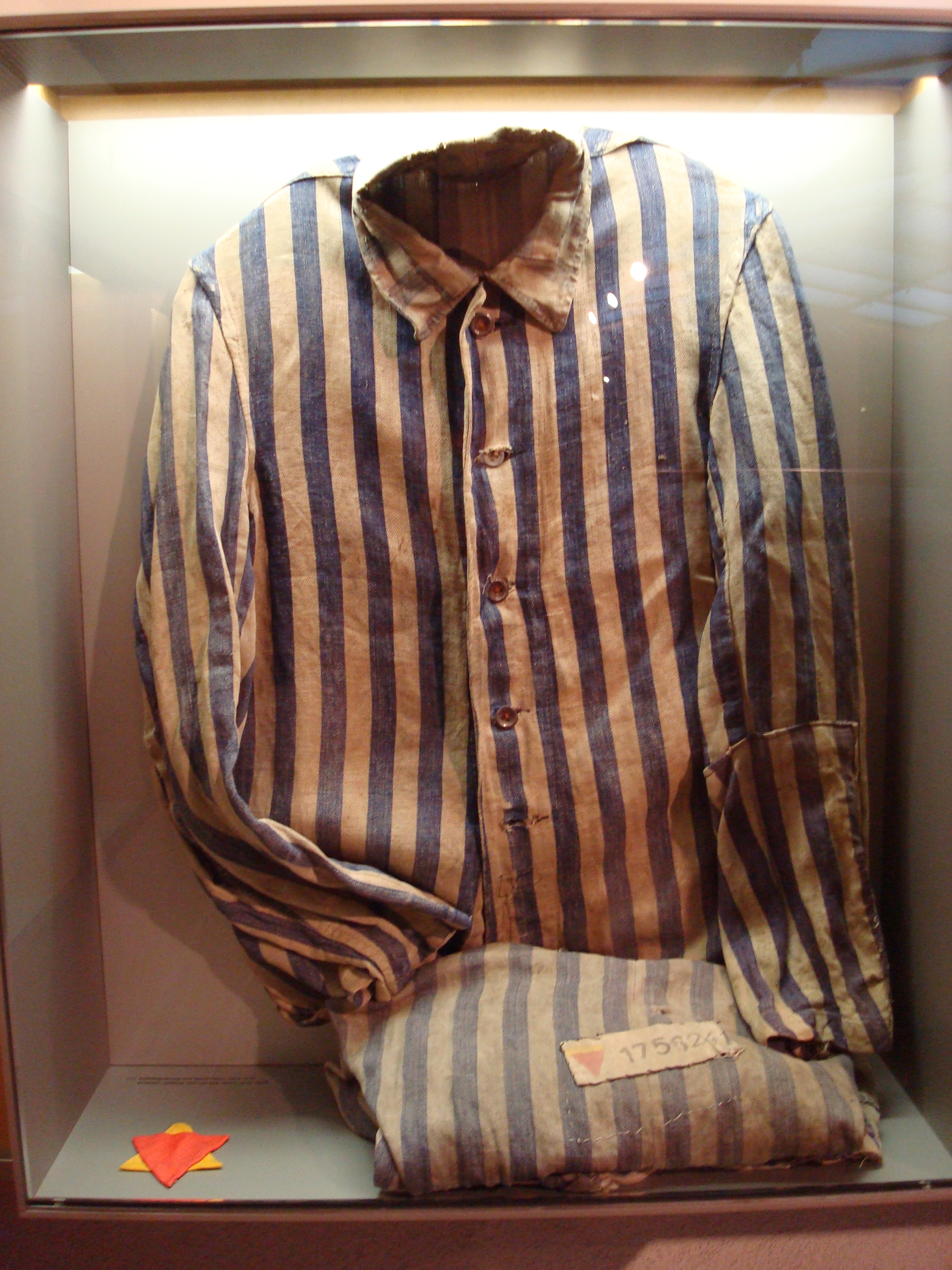
Gestreifte KZ-Häftlingsbekleidung aus dem KZ Sachsenhausen

Für die Herstellung der Häftlingskleidung zeichnete das „SS-Wirtschaftverwaltungsamt“ insgesamt verantwortlich. Ab dem 1. Juli 1940 übernahm die Textilgesellschaft im Frauen-KZ Ravensbrück offiziell die Schneiderei, ab 1943 in Bandarbeit. Als Material kam zum Teil Beuteware aus besetzten Gebieten zum Einsatz, Maschinen wurden unter anderem von Subunternehmern wie Pfaff und Duerkopp geliefert. Später wurde die Produktion in Ravensbrück überwiegend auf SS-Kleidung umgestellt, was hiernach zur Verknappung der Häftlingsuniformen führte.
Da die vermeintlich „einheitliche“ Häftlingsbekleidung in verschiedenen Werkstätten beziehungsweise Schneidereien gefertigt wurde, gab es unterschiedliche Zuschnitte, Rohstoffzusammensetzungen, Bindungsarten, Streifenbreiten und auch Farbvariationen. So trugen beispielsweise die Häftlinge im KZ Sachsenhausen ab dem Frühjahr 1939 zeitweise grau-grün gestreifte Häftlingskleidung. Ab 1936 wurden zumindest noch die notwendigen Werkstoffe zur Häftlingsbekleidung über Privatunternehmen beschafft, ab 1939 erfolgte die Herstellung der gestreiften Häftlingskleidung im Wesentlichen – um die Herstellungskosten niedrig zu halten – durch ein Unternehmen der SS: der „Deutschen Gesellschaft für Textil- und Lederverarbeitung mbh (Texled)“ (ab 1944 „Deutsche Textil- und Bekleidungswerke GmbH“). Dieses Unternehmen übernahm 1940 offiziell die Häftlingsschneiderei des KZ Ravensbrück, in dem über 600 weibliche Häftlinge die gestreifte Häftlingskleidung herstellten. Im Geschäftsjahr 1940/1941 wurden dort unter anderem 73.000 Hemden, 28.500 Hosen, 25.000 Jacken und 20.000 Häftlingsmäntel produziert. Zunächst wurde ausschließlich für männliche Häftlinge und erst ab 1942 auch für weibliche Häftlinge entsprechend gestreifte Bekleidung hergestellt. Nachdem im März 1942 die Inspektion der Konzentrationslager als Amt D dem SS-Wirtschafts- und Verwaltungshauptamt unterstellt wurde, fungierte das Amt D IV als zentrale Stelle für die Beschaffung und Bedarfsermittlung an Häftlingskleidung.
Mit dem Verlauf des Zweiten Weltkrieges erhöhte sich der Anteil an den Bekleidungsaufträgen erheblich für die Waffen-SS zuungunsten der Häftlingsbekleidung. Steigende Häftlingszahlen, Rohstoffverknappung, fehlende Fertigungskapazitäten und die Verschiebung der Produktion zu kriegsnotwendigen Textilien ließen die Versorgung der Häftlinge mit adäquater Bekleidung immer schlechter werden, so dass bereits ab 1942 oft unzureichende Häftlingsbekleidung ausgegeben wurde und zudem auch markierte Zivilkleidung von Opfern aus den Konzentrationslagern Auschwitz und Majdanek. Markierte Zivilkleidung durfte jedoch nur im Lagerinneren getragen werden, in Außenkommandos war das Tragen gestreifter Häftlingskleidung wegen der Fluchtgefahr Pflicht.
Die bekleidungsmäßige Ausstattung der Häftlinge kann also in der Zeit des Nationalsozialismus in drei Phasen eingeteilt werden:
| Phase   | Zeitraum  | Häftlingsbekleidung |
| ------- | --------- | --- |
| Phase 1 | 1933–1938 | Zivilkleidung mit Armbinden, ausrangierte Uniformen des Öffentlichen Dienstes, einfarbige Drilliche |
| Phase 2 | 1938–1942 | zum Großteil gestreifte Häftlingskleidung |
| Phase 3 | 1942–1945 | gestreifte Häftlingskleidung, zusätzlich auch mit Ölfarbe (X auch KL) oder mit angenähten Versatzstücken aus gestreifter Häftlingsbekleidung markierte Zivilkleidung von getöteten KZ-Opfern der Konzentrationslager Majdanek und Auschwitz, gekennzeichnete Uniformen ermordeter russischer Soldaten |

## Ausgabe und Funktion im Lager

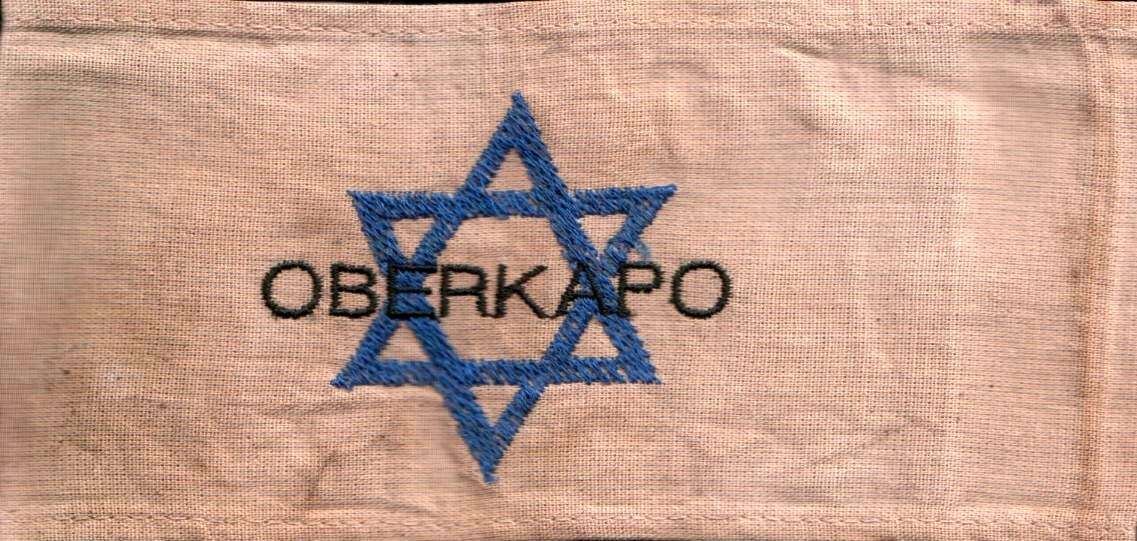
Armbinde eines Oberkapo

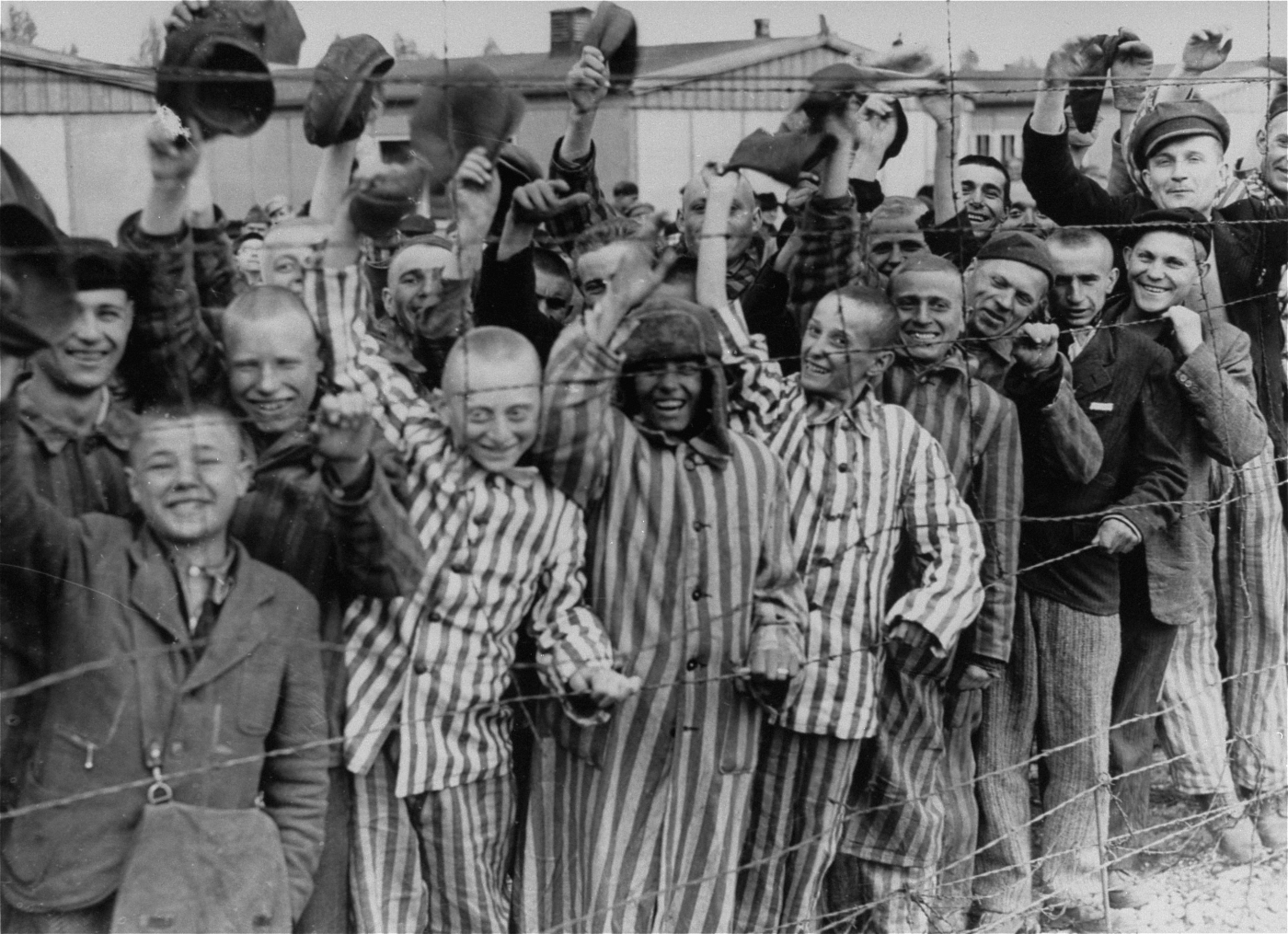
Häftlinge teilweise in gestreifter Häftlingskleidung nach der Befreiung des Konzentrationslagers Dachau am 29. April 1945

Nach der Ankunft im Lager mussten die Häftlinge ihre Kleidung und persönliche Habe abgeben, sich ausziehen und duschen. Weibliche Inhaftierte mussten sich zudem einer Ganzkörperrasur unterziehen, bevor sie eingekleidet wurden.

Die Ausstattung für männliche Insassen sollte ursprünglich aus einem Regelsatz Sommer- und Winterbekleidung bestehen: 1 Tuchjacke, 1 Tuchhose, 1 Tuchmantel, 1 Drillichanzug, 1 Mütze, 2 Unterhosen, 2 Paar Socken, 1 Paar Fußlappen oder Füßlinge, 1 Wollweste, 1 Ohrenschützer, 1 Arbeitsschürze und 1 Paar Schnürschuhe oder Holzpantinen. Frauen sollten standardmäßig gestreifte Kleider und Jacken sowie einfarbige Kopftücher erhalten.

Allerdings wurde den Häftlingen in der Bekleidungskammer oft nur absolut unzureichende, unpassende und zerschlissene Häftlingskleidung übergeben. In verschiedenen Lagern erhielten inhaftierte Frauen von vornherein keine Fußbekleidung und mussten generell barfuß bleiben, wie dies in Frauenstraflagern der Gestapo in gleicher Weise übliche Praxis war.
In der zugewiesenen Unterkunft musste die Häftlingskleidung durch den Häftling mit den entsprechenden Einweisungsmerkmalen markiert werden. Dieses seit 1937 allgemeingültige Kennzeichensystem gab im Lager durch farbige Stoffdreiecke beziehungsweise „Winkel“ (exemplarisch: Rot = Politisch) Auskunft über den Einweisungsgrund. Zudem musste an der Kleidung die Häftlingsnummer angenäht werden. Funktionshäftlinge, beispielsweise Kapos, trugen zusätzlich Armbinden.
Trotz der hohen Arbeitsbelastung der Häftlinge und dem damit einhergehenden schnellen Verschleiß und der Verschmutzung der Textilien wurde die Bekleidung nur in großen Zeitabständen – wenn überhaupt – gewaschen oder neu ausgegeben.
In der Lagerhierarchie konnten privilegierte Häftlinge, vor allem Kapos, an sauberer, passender, oft sogar gebügelter Zebrakleidung und geputztem festem Schuhwerk erkannt werden. Sie durften ihre Bekleidung selbst waschen und pflegen und hatten aufgrund ihrer besonderen Stellung die Möglichkeit, sich fehlende Kleidungsstücke zu beschaffen. Das Erscheinungsbild ihrer Kleidung zeigte demonstrativ deren gehobenen Status innerhalb des Lagers und brachte ihnen dadurch gegenüber dem Lagerpersonal und auch den Mithäftlingen erhebliche Vorteile ein.
Gegen Kriegsende schützte die gestreifte Häftlingskleidung die Evakuierungskolonnen oft vor Tieffliegerangriffen, da die Piloten sie so als KZ-Kolonnen identifizieren konnten.

## Wirkung

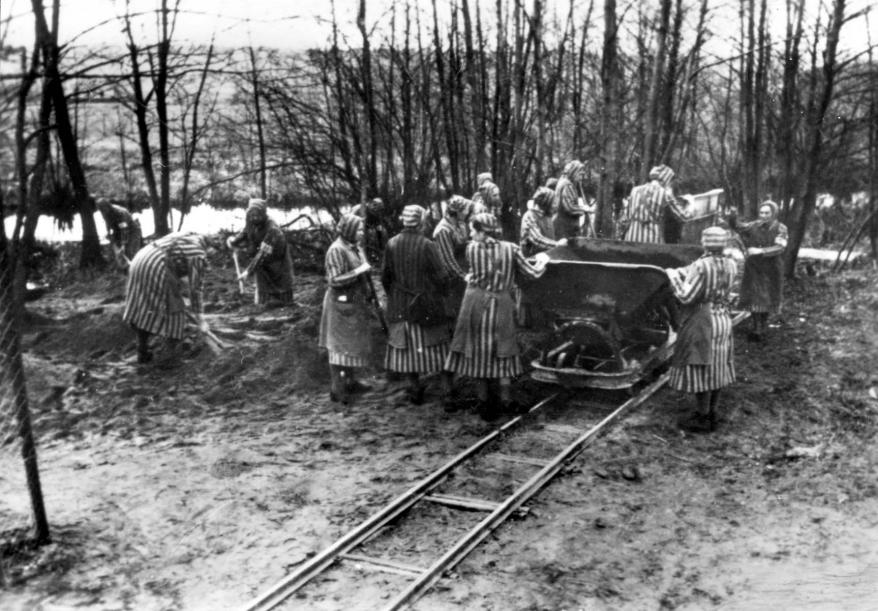
NS-Propagandabild aus dem Frauen-KZ Ravensbrück (1939)

Manche ehemaligen Häftlinge erinnerten sich an die Häftlingskleidung als groteske Kostümierung. Das Lagerpersonal hingegen sah in dem zerlumpten Äußeren das ideologische Vorurteil vom „Berufsverbrecher“, „Asozialen“ oder „Volksschädling“ bestätigt. Mit der erzwungenen Verwahrlosung ging nicht selten eine gesteigerte Verachtung und Bestrafung durch die Lager-SS einher.
In seinen Propagandabildern war das Regime jedoch bemüht, Häftlinge in ordnungsgemäßer und einheitlicher, der Jahreszeit angepasster KZ-Kleidung zu präsentieren. Auch die in weiten Teilen der Konzentrationslager und auch Arbeitserziehungslager (AEL) zumeist barfüßig gehaltenen weiblichen Häftlinge waren auf offiziellen Fotografien zudem grundsätzlich angemessen beschuht zu sehen, womit der Bevölkerung insgesamt ein grob unzutreffendes Bild der tatsächlich herrschenden Lagerrealität vermittelt wurde.
Die Wirkung in der deutschen Öffentlichkeit bei direkten Begegnungen war uneinheitlich. Die Reaktionen reichten von Ekel und Abwenden über Furcht und Anstarren bis zu Mitleid und (verbotenen) Gesten der Hilfsbereitschaft.

## Nach Kriegsende
Nach der Befreiung der Konzentrationslager erleichterte die gestreifte Kleidung oft eine ungehinderte Fahrt in das Heimatland.
Viele SS-Angehörige verwendeten die Häftlingskleidung als Tarnung, um einer Bestrafung durch die Alliierten bzw. Racheakten früherer Häftlinge zu entkommen.
Nach der Befreiung des KZ Bergen-Belsen wurde beispielsweise Franz Hößler am 15. April 1945 mit den anderen im Lager verbliebenen SS-Leuten von einer Einheit der britischen Armee verhaftet, obwohl er kurz zuvor noch versucht hatte, als Häftling getarnt im Lager unterzutauchen.

## Symbol bis heute
Bis heute symbolisiert die gestreifte Häftlingsuniform Verfolgung und Leid und wird von ehemaligen KZ-Häftlingen bei Gedenkveranstaltungen teilweise mit Orden getragen. In diesem Zusammenhang trägt der ehemalige Häftling die blau-weiße Häftlingskleidung als „Ehrenkleid“ entgegen ihrer ursprünglichen Bestimmung. In der Außendarstellung wird so dem Gedenken der Überlebenden und Toten der Konzentrationslager Rechnung getragen, die Botschaft Nie wieder transportiert und die Zugehörigkeit zur Häftlingsgemeinschaft demonstriert. Das blau-weiß gestreifte Halstuch ist heute noch das Symbol der ehemaligen Häftlinge.